# Mircea Cristescu
Mircea Cristescu (n. 22 noiembrie 1928, Brașov, România – d. 12 iulie 1995, București, România) a fost un dirijor român, care a condus orchestra Filarmonicii „George Enescu” din București.

## Biografie
S-a născut în 22 noiembrie 1928 la Brașov. A început să cânte la vioară încă de la vârsta de 6 ani. A studiat la Conservatorul „Ciprian Porumbescu” din București, absolvind clasa de violă în 1953, apoi a studiat arta dirijorală sub îndrumarea lui Constantin Silvestri. A fost dirijor al Orchestrei Simfonice a Cinematografiei din 1956 până în 1964, îndeplinind în anumite perioade funcțiile de dirijor și director. În anul 1962 a fost cooptat în personalul dirijoral al Orchestrei Filarmonicii George Enescu din București, iar în 1966 a format o orchestră de cameră cu membrii Orchestrei Filarmonicii din Cluj-Napoca. Cu această orchestră de cameră a produs o serie de discuri pentru casa de discuri Electrecord, inclusiv Anotimpurile lui Vivaldi și Serenada „Haffner” a lui Mozart.
A predat cursuri de interpretare la Conservatorul din București și a condus timp de mai mulți ani clasa de operă.

## Distincții
- titlul de Artist Emerit al Republicii Populare Romîne (18 august 1964) „pentru merite deosebite în activitatea desfășurată în domeniul teatrului, muzicii, artelor plastice și cinematografiei”[8]
- Ordinul „Meritul Cultural” clasa a II-a (12 septembrie 1968) „cu prilejul împlinirii a 100 de ani de la înființarea Filarmonicii «George Enescu» din București, [...] pentru merite deosebite în activitatea muzicală”[9]

## Filmografie

### Dirijor al orchestrei
- Erupția (1957)
- Două lozuri (1957)
- Bijuterii de familie (1958)
- Alo?... Ați greșit numărul! (1958)
- D-ale carnavalului (1959)
- Mingea (1959)
- Telegrame (1960)
- Valurile Dunării (1960)
- Darclée (1960)
- Soldați fără uniformă (1961)
- Setea (1961)
- Străzile au amintiri (1962)
- Puștiul (1962)
- Răutăciosul adolescent (1969)

### Consultant muzical
- Alo?... Ați greșit numărul! (1958)